# Olav Aukrust
Olav Aukrust (ur. 21 stycznia 1883 w Lom, zm. 3 listopada 1929 tamże) – norweski poeta.

## Życiorys
Urodził się w głęboko religijnej rodzinie. Po ukończeniu w 1907 szkoły w Elverum pracował do 1917 jako nauczyciel, w tym w założonej przez siebie szkole w Dovre. Początkowo planował zostać skrzypkiem, jednak ciężka choroba i konieczność amputacji palca pogrzebała te plany; z powodu złego stanu zdrowia nie mógł również podjąć studiów uniwersyteckich. W 1908 opublikował swój pierwszy wiersz, Det haustar. Był jednym z największych mistyków chrześcijańskich w poezji europejskiej. Tworzył pod wpływem m.in. Swedenborga, Almqvista, Strindberga i antropozofii Steinera. Pisał poezje w dramatycznym stylu, stosując elementy fantastyczne i realistyczne i łącząc chrześcijańską mistykę z elementami romantycznymi. Jego ważniejsze dzieła to zbiory wierszy Himmelvarden (Znaki niebios, 1916), Hamar i Hellom (Hamar w Hellom, 1926) i Solrenning (Wschód słońca, 1930). Wywarł duży wpływ na współczesną norweską poezję. W swoim domu gromadził zbiory drewnianych rzeźb i rękodzieł, kładąc podwaliny pod muzeum wsi w Lom. Był żonaty z Gudrun Blekastad.